# Anita Ho-Baillie
Pour les articles homonymes, voir Baillie.
Anita Ho-Baillie est une scientifique australienne qui occupe la chaire John Hooke de nanosciences à l'Université de Sydney. Ses recherches portent sur le développement de cellules photovoltaïques à pérovskite durables et leur intégration dans différentes applications. Elle a été nommée l'une des chercheuses les plus citées du Web of Science en 2019 et 2020.

## Enfance et éducation
Ho-Baillie a fréquenté le Monte Sant'Angelo Mercy College (en) à North Sydney. Elle est étudiante de premier cycle à l'Université de Nouvelle-Galles du Sud (UNSW), où elle étudie le génie électrique. Elle est restée à l'UNSW pour ses études supérieures, où elle a développé des techniques de contact pour les cellules solaires à contact enterrées. Après avoir obtenu son doctorat, Ho-Baillie a rejoint la faculté de l'UNSW en tant que Senior Research Fellow. En 2008, elle faisait partie de l'équipe qui a développé l'efficacité record d'une cellule solaire au silicium. L'année suivante, ils ont montré qu'une architecture multicellulaire comprenant la cellule solaire au silicium record pouvait convertir 43 % de la lumière solaire en électricité, une autre première mondiale. Elle est finalement passée aux cellules solaires à pérovskite et, en 2016, a battu le record d'efficacité des appareils à grande surface (12,1 %),,.

## Recherche et carrière
En 2016, Ho-Baillie a été nommée responsable du programme de recherche sur les cellules solaires à pérovskite au Australian Center for Photovoltaics. Elle a rejoint le corps professoral de l'Université Macquarie en tant que professeure agrégée en 2019, avant de rejoindre l'Université de Sydney en tant que titulaire de la chaire John Hooke de nanoscience. Elle s'intéresse particulièrement à la traduction des pérovskites dans des appareils du monde réel, y compris leur intégration dans des fenêtres à double vitrage,,.
Ho-Baille a reçu une subvention de 2,5 millions de dollars de l'Agence australienne des énergies renouvelables (en) pour développer le photovoltaïque. Elle a travaillé pour améliorer la durabilité des cellules solaires à pérovskite. Sous contrainte, les cellules solaires à pérovskite deviennent instables et libèrent du gaz,. Ho-Baille a utilisé la chromatographie en phase gazeuse-spectrométrie de masse pour identifier les voies de dégradation des cellules solaires à pérovskite. Elle a montré qu'il est possible d'empêcher le dégazage en utilisant une pile polymère-verre à faible coût, qui protège les cellules solaires à pérovskite des dommages. En 2020, ses cellules solaires à pérovskite ont passé des tests rigoureux de chaleur et d'humidité. Elle a démontré que tous les points quantiques de pérovskite inorganique permettent d'obtenir un photovoltaïque très efficace, avec une bonne stabilité mécanique.

## Prix et distinctions
- 2001 Prix de thèse sur le photovoltaïque de l'Université de Nouvelle-Galles du Sud[1]
- 2016 Lane Cove Council Citizenship Award en leadership
- Chercheur hautement cité du Web of Science 2019[16]
- 2020 Web of Science Chercheur hautement cité [17],[18]
- Finaliste du prix Eureka du musée australien 2021 [19]
- Bourse du futur du Conseil australien de la recherche 2021[20].

## Publications (sélection)
- (en) Martin A. Green, Anita Ho-Baillie et Henry J. Snaith, « The emergence of perovskite solar cells », Nature Photonics, NPG, vol. 8, no 7,‎ juillet 2014, p. 506-514 (ISSN 1749-4885 et 1749-4893, OCLC 78160603, DOI 10.1038/NPHOTON.2014.134).
- (en) Jae Sung Yun, Anita Ho-Baillie, Shujuan Huang, Sang H Woo, Yooun Heo, Jan Seidel, Fuzhi Huang, Yi-Bing Cheng et Martin A Green, « Benefit of Grain Boundaries in Organic-Inorganic Halide Planar Perovskite Solar Cells », Journal of Physical Chemistry Letters, ACS, vol. 6, no 5,‎ 24 février 2015, p. 875-880 (ISSN 1948-7185, OCLC 819373282, PMID 26262666, DOI 10.1021/ACS.JPCLETT.5B00182).
- (en) Jianfeng Yang, Xiaoming Wen, Hongze Xia, Rui Sheng, Qingshan Ma, Jincheol Kim, Patrick C. Tapping, Takaaki Harada, Tak W. Kee, Fuzhi Huang, Yi-Bing Cheng, Martin Green, Anita Ho-Baillie, Shujuan Huang, Santosh Shrestha, Rob Patterson et Gavin Conibeer, « Acoustic-optical phonon up-conversion and hot-phonon bottleneck in lead-halide perovskites. », Nature Communications, NPG, vol. 8, no 1,‎ 20 janvier 2017, p. 14120 (ISSN 2041-1723, OCLC 614340895, PMID 28106061, PMCID 5263885, DOI 10.1038/NCOMMS14120).